# وایکندورف
وایکندورف (به آلمانی: Weikendorf) یک منطقهٔ مسکونی در اتریش است که در ناحیه گنزرندورف واقع شده‌است. وایکندورف ۱٬۹۷۶ نفر جمعیت دارد.